# Lista de membros da Royal Society eleitos em 1926
Esta página lista Membros da Royal Society eleitos em 1921.

## Fellows
- Sir Joseph Arthur Arkwright
- Sir Edwin John Butler
- Sir Rickard Christophers
- Francis Cole
- Sir Alfred Egerton
- Ezer Griffiths
- Sir Harold Hartley
- Hamilton Hartridge
- George Barker Jeffery
- Owen Thomas Jones
- William Lewis (físico-químico)
- Edward Arthur Milne
- Lewis Fry Richardson
- Sir Henry Tizard
- Robert Scott Troup

## Foreign Members
- Martinus Beijerinck
- Niels Bohr
- Ernst Cohen
- Willem Einthoven
- Karl Immanuel Eberhard Goebel
- Henry Fairfield Osborn
- Max Planck
- Arnold Sommerfeld